# Shinkanō-juku
Shinkanō-juku (新加納宿, Shinkanō-juku) était une station intermédiaire (ai no shuku) du Nakasendō durant l'époque d'Edo du Japon. Elle se trouvait entre les stations (shukuba) Unuma-juku et Kanō-juku. Elle est située de nos jours dans la ville de Kakamigahara, préfecture de Gifu.

## Stations voisines
Nakasendō
Unuma-juku – Shinkanō-shuku – Kanō-juku